# Jiřina Petrovická
Jirina Petrovická született Žemličková (Pardubice, Csehszlovákia, 1923. január 30. – Prága, 2008. október 10.) cseh színésznő, a nemzet művésze.

## Élete
Prágában diplomázott 1942-ben. Az 1942 és 43-as évadban Kladnoban játszott majd Pilsenben 1943 és 45 között. A felszabadulás után tagja lett a Realistic színháznak, ahol 1950-ig dolgozott, majd a Prágai Városi Színház tagja volt 1951-ig. Ezután a prágai Nemzeti Színházhoz igazolt, ahol egészen 1992-ig tagja volt. Utolsó szerepe Mrs. Pernellová, Molière Tartuffe-ben, de láthattuk több televíziós filmben is, és több színházi szerepben is.

## Díjak, elismerések
- 1958 Kiváló művész
- 1964 ND Díj
- 1968 Érdemes művész
- 1973 Jaroslava Průchy díj
- 1978 A nemzet művésze
- 1983 Állami díj
- 2008 Herecké Egyesület életmű díj